# Офелија (сателит)
Офелија, познат и по именима S/1986 U 8 и Uranus VII, Уранов је сателит. Открио га је Војаџер 2 20. јануара 1986. године. Име је добио по Офелији, лику из Шекспировог дела Хамлет.